# Sumbe (Upper Bayang)
Sumbe  est une localité du Cameroun située dans la Région du Sud-Ouest et le département de Manyu. Elle est rattachée administrativement à l'arrondissement de Upper Bayang (Tinto Council) et au canton de Tinto.

## Population
En 1953 le village était encore rattaché à Fotabe. En 1967 il comptait 847 habitants, des Banyang. À cette date il disposait d'un marché chaque samedi, d'une école publique fondée en 1947, d'une coopérative (CPMS), d'un foyer rural pour les jeunes.
Lors du recensement de 2005, on y a dénombré 746 personnes.

## Éducation
Sumbe est doté d'un collège public (CES).